# 彼得·貝尼尼
彼得·貝尼尼（Pietro Bernini、1562年5月6日—1629年8月29日）是一位義大利雕塑家。他是巴洛克藝術家吉安·洛倫佐·貝尼尼以及雕塑家兼建築師路易吉·貝尼尼（Luigi Bernini）的父親。

## 生平
彼得·貝尼尼出生於托斯卡納塞斯托-菲奧倫蒂諾。後來他搬到那不勒斯，在聖瑪蒂諾修道院工作。在羅馬，他為教宗保祿五世參與了各種項目，包括聖母大殿。
彼得·貝尼尼對羅馬市最著名的貢獻之一是破船噴泉，它位於西班牙階梯腳下，看起來像一艘擱淺的船。它是由教皇烏爾班八世委託建造的，建於1627年 。他也為那不勒斯的海神喷泉做出了貢獻，該噴泉於1600年至1601年間竣工。
彼得·貝尼尼最初與他的兒子合作（例如1617年的《龍與男孩》），但後來被他的才華所掩蓋，彼得·貝尼尼在1617年左右結束獨立雕塑家的職業生涯，顯然很樂意擔任兒子的助手。